# هاینز دیتگنز
هاینز دیتگنز (انگلیسی: Heinz Ditgens; ۳ ژوئیهٔ ۱۹۱۴ – ۲۰ ژوئن ۱۹۹۸) بازیکن فوتبال اهل آلمان بود.
از باشگاه‌هایی که در آن بازی کرده‌است می‌توان به باشگاه فوتبال بروسیا مونشن‌گلادباخ اشاره کرد.
وی همچنین در تیم ملی فوتبال آلمان بازی کرده‌است.